# Madame Royale (livre)
 (octobre 2016).

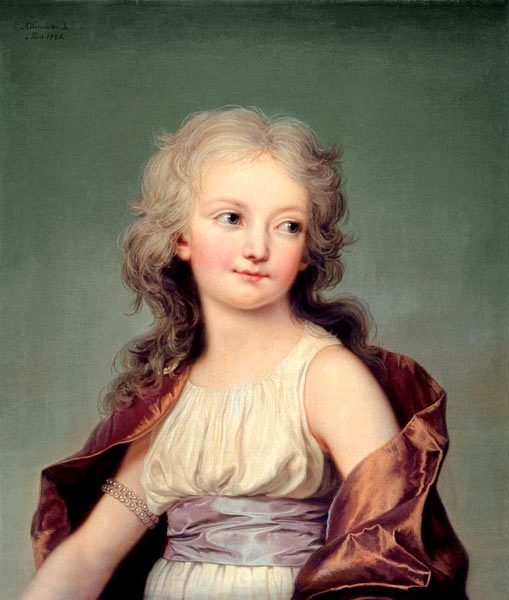
Madame Royale (huile sur toile d'Adolf Ulrik Wertmüller, 1786.)

Madame Royale est une biographie de Marie-Thérèse de France, fille de Louis XVI, publiée par l'historien français André Castelot en 1949 dans sa première édition.

## Résumé
Dès sa naissance en 1778, Marie-Thérèse, fille de Louis XVI, est appelée « Madame Royale ». Elle est toujours entourée d'une centaine de personnes et ne voit jamais sa mère seule. Celle-ci la reprend avec elle en 1781, quand elle lui donne un frère. Le 5 octobre 1789 elle quitte Versailles avec les siens pour les Tuileries. Le 20 juin 1791 ils fuient, sont stoppés à Varennes et rentrent à Paris. Le 21 juin 1792 les révoltés entrent aux Tuileries et prennent les 5 royaux. Le roi est exécuté le 21 janvier 1793.
Fin 1793 elle est la seule survivante et est en prison. En 1795 elle va à Vienne chez son oncle, l'empereur. Quand Bonaparte avance sur Vienne vers 1798, elle s'enfuit à Prague. En 1799 elle rejoint son oncle Louis XVIII et son fiancé le duc d'Angoulême à Mitau (Lettonie). Elle l'épouse. Elle revient aux Tuileries en 1814 avec Louis XVIII. Celui-ci meurt en 1824 et elle devient dauphine. En 1830 elle retourne à Prague avec son oncle Charles X, qui meurt en 1836. Angoulême devient roi et elle, reine, mais en exil. Ce roi meurt en 1843 et elle en 1851.